# Саффет Санджакли
Саффет Санджакли (тур. Saffet Sancaklı, серб. Сафет Санџакли, нар. 27 лютого 1966, Тутін) — турецький футболіст, що грав на позиції нападника. По завершенні кар'єри — політичний діяч. Депутат Великих національних зборів Туреччини XXV, XXVI та XXVII скликань.
Як футболіст забив 130 голів у  чемпіонаті Туреччини з різними командами. Він є одним з небагатьох гравців, що грали в різний час за усі три турецьких грандиː «Бешикташ» (1987—1988), «Галатасарай» (1994—1995) та «Фенербахче» (1996—1998), а також національну збірну Туреччини, з якою поїхав на Євро-1996.
Після завершення кар'єри гравця пішов у політику. З червня 2015 року є депутатом від Коджаелі у Великих національних зборах Туреччини (Партія націоналістичного руху).

## Клубна кар'єра
Санджакли народився 27 лютого 1966 року в місті Тутін у Югославії (нині — Сербія), етнічний боснієць. У 1968 році він емігрував до Туреччини, де закінчив освіту в початковій школі Джемаля Гюрселя в Газіосманпаші, Стамбул, а потім навчався в середній школі Вефа Пойраз. По її завершенні вступив на кафедру ділового адміністрування в Анатолійському університеті, але через футбольну кар'єру у футбольному клубі «Бешикташ» університетська освіта була перервана. Лише по завершенні кар'єри футболіста у 2009 році він знову склав іспит і вступив в університет та отримав освіту на кафедрі державного управління університету.
Розпочав футбольну кар'єру в невеличкому клубі «Кюльтюрспор», де грав у 1983—1985 роках, а потім став гравцем клубу «Вефа», в якому два роки грав у другому за рівнем дивізіоні Туреччини.
Своєю грою за цю команду привернув увагу представників тренерського штабу турецького гранду, клубу «Бешикташ», до складу якого приєднався 1987 року. У команді зі Стамбула він провів лише один сезон і, не маючи місця у складі, здебільшого здавався в оренди, граючи за клуби «Ескішехірспор», «Коньяспор» та «Сариєр».
У 1991 році він підписав контракт з «Коджаеліспором», де три сезони був основним гравцем команди та її найкращим бомбардиром. За цей період він забив 63 удари у вищій лізі Туреччини.
Влітку 1994 року уклав контракт з клубом «Галатасарай». За півтора року він забив 24 м'ячі у Суперлізі, але особливого успіху і з цим турецьким грандом не досяг. У 1995 році він повернувся в «Коджаеліспор», в якому грав у сезоні 1995/96. Після його завершення він перейшов у третій суперклуб із Стамбула — «Фенербахче». У 1997 році він зайняв з «канарками» 3-тє місце в чемпіонаті, а в 1998 році став віцечемпіоном Туреччини.
Завершив ігрову кар'єру у команді «Коньяспор», у складі якої вже виступав раніше. Саффет повернувся до неї 1998 року і захищав її кольори до припинення виступів на професійному рівні у 1999 році.

## Виступи за збірну
16 грудня 1992 року дебютував в офіційних матчах у складі національної збірної Туреччини в матчі кваліфікації на чемпіонат світу 1994 року проти збірної Нідерландів (1:3).
Перші два голи у збірній забив у жовтні 1994 року в грі проти Ісландії (5:0). У 1996 році головним тренером Фатіхом Терімом включений у заявку на чемпіонат Європи 1996 року в Англії. Там він зіграв у всіх трьох матчах групового етапу: проти Португалії (0:1), Хорватії (0:1) та Данії (0:3).
Зіграв свій останній матч у збірній у листопаді 1996 року проти Сан-Марино (7:0). Загалом протягом кар'єри у національній команді, яка тривала 5 років, провів у її формі 19 матчів, забивши 6 голів.

## Політична кар'єра
Після завершення футбольної кар'єри пішов у політику, вступивши до Партії націоналістичного руху (МХП). Він балотувався у депутати від Стамбула на загальних виборах у Туреччині у 2011 році та на місцевих виборах у Туреччині в регіоні Коджаелі у 2014 році, але не зміг досягти успіху на обох виборах.
У червні 2015 року був обраний депутатом від Коджаелі до Великих національних зборів Туреччини після парламентських виборів, після чого переобирався від цього ж регіону на позачергових виборах у листопаді того ж року та у червні 2018 року.

## Статистика

### Клубна
| Кар'єра            | Кар'єра            | Чемпіонат   | Чемпіонат | Чемпіонат | Кубок | Кубок | Єврокубки      | Єврокубки | Єврокубки | Загалом | Загалом |  |
| Сезон              | Клуб               | Дивізіон    | Ігри      | Голи      | Ігри  | Голи  | Турнір         | Ігри      | Голи      | Ігри    | Голи    |  |
| ------------------ | ------------------ | ----------- | --------- | --------- | ----- | ----- | -------------- | --------- | --------- | ------- | ------- |  |
| 1985-86            | «Вефа»             | 1 ліга (ІІ) | ?         | ?         | ?     | ?     | -              | -         | -         | ?       | ?       |  |
| 1986-87            | «Вефа»             | 1 ліга (ІІ) | ?         | ?         | ?     | ?     | -              | -         | -         | ?       | ?       |  |
| Всього             | Всього             | -           | 65        | 23        | ?     | ?     | -              | -         | -         | ?       | ?       |  |
| 1987-88            | «Бешикташ»         | Суперліга   | 23        | 4         | 4     | 0     | -              | -         | -         | 27      | 4       |  |
| Всього             | Всього             | -           | 23        | 4         | 4     | 0     | -              | -         | -         | 27      | 4       |  |
| 1988-89            | → «Ескішехірспор»  | Суперліга   | 30        | 11        | 2     | 2     | -              | -         | -         | 32      | 13      |  |
| Всього             | Всього             | -           | 30        | 11        | 2     | 2     | -              | -         | -         | 32      | 13      |  |
| 1989-90            | «Бешикташ»         | Суперліга   | 2         | 0         | -     | -     | -              | -         | -         | 2       | 0       |  |
| Всього             | Всього             | -           | 2         | 0         | -     | -     | -              | -         | -         | 2       | 0       |  |
| 1989-90            | → «Коньяспор»      | Суперліга   | 24        | 10        | 1     | 0     | -              | -         | -         | 25      | 10      |  |
| Всього             | Всього             | -           | 24        | 10        | 1     | 0     | -              | -         | -         | 25      | 10      |  |
| 1990-91            | → «Сариєр»         | Суперліга   | 10        | 0         | 2     | 0     | -              | -         | -         | 12      | 0       |  |
| Всього             | Всього             | -           | 10        | 0         | 2     | 0     | -              | -         | -         | 12      | 0       |  |
| 1991-92            | «Коджаеліспор»     | 1 ліга (ІІ) | 31        | 28        | 4     | 2     | -              | -         | -         | 35      | 30      |  |
| 1992-93            | «Коджаеліспор»     | Суперліга   | 27        | 18        | 1     | 0     | -              | -         | -         | 28      | 18      |  |
| 1993-94            | «Коджаеліспор»     | Суперліга   | 30        | 20        | 4     | 4     | Кубок УЄФА     | 2         | 0         | 34      | 24      |  |
| Всього             | Всього             | -           | 88        | 66        | 9     | 6     | -              | 2         | 0         | 99      | 54      |  |
| 1994-95            | «Галатасарай»      | Суперліга   | 32        | 24        | 5     | 4     | Ліга чемпіонів | 6         | 2         | 43      | 30      |  |
| 1995-96            | «Галатасарай»      | Суперліга   | 11        | 7         | 1     | 2     | Кубок УЄФА     | 2         | 0         | 12      | 9       |  |
| Всього             | Всього             | -           | 43        | 31        | 6     | 6     | -              | 8         | 2         | 57      | 39      |  |
| 1995-96            | «Коджаеліспор»     | Суперліга   | 16        | 14        | -     | -     | -              | -         | -         | 16      | 14      |  |
| 1996-97            | «Коджаеліспор»     | Суперліга   | 3         | 1         | -     | -     | -              | -         | -         | 3       | 1       |  |
| Всього             | Всього             | -           | 19        | 15        | -     | -     | -              | -         | -         | 19      | 15      |  |
| 1996-97            | «Фенербахче»       | Суперліга   | 28        | 12        | 3     | 2     | Ліга чемпіонів | -         | -         | 31      | 14      |  |
| 1997-98            | «Фенербахче»       | Суперліга   | 30        | 9         | 2     | 0     | Кубок УЄФА     | 4         | 1         | 36      | 10      |  |
| Всього             | Всього             | -           | 58        | 21        | 5     | 2     | -              | 4         | 1         | 67      | 24      |  |
| 1998-99            | «Коньяспор»        | 1 ліга (ІІ) | 16        | 8         | -     | -     | -              | -         | -         | 16      | 8       |  |
| Всього             | Всього             | -           | 16        | 8         | -     | -     | -              | -         | -         | 16      | 8       |  |
| Всього у Суперлізі | Всього у Суперлізі | -           | 266       | 130       | 23    | 14    | -              | 14        | 3         | 303     | 147     |  |
|                    |                    |             |           |           |       |       |                |           |           |         |         |  |

### Голи за збірну
| 1. | 12 жовтня 1994 | «Алі Самі Єн», Стамбул, Туреччина | Ісландія  | 1-0 | 5-0 | Відбір на Євро-1996 | [ 5 ] |  |  |  |  |
| 2. | 12 жовтня 1994 | «Алі Самі Єн», Стамбул, Туреччина | Ісландія  | 2-0 | 5-0 | Відбір на Євро-1996 | [ 5 ] |  |  |  |  |
| 3. | 15 лютого 1995 | «Ізмір Ататюрк», Ізмір, Туреччина | Румунія   | 1-1 | 1-1 | Товариський матч    | [ 6 ] |  |  |  |  |
| 4. | 2 червня 1996  | Фінляндія                         | Фінляндія | 2-1 | 2-1 | Товариський матч    | [ 7 ] |  |  |  |  |
| 5. | 14 серпня 1996 | «Іненю», Стамбул, Туреччина       | Молдова   | 1-0 | 2-0 | Відбір на ЧС-1998   | [ 8 ] |  |  |  |  |
| 6. | 14 серпня 1996 | «Іненю», Стамбул, Туреччина       | Молдова   | 2-0 | 2-0 | Відбір на ЧС-1998   | [ 8 ] |  |  |  |  |
|    |                |                                   |           |     |     |                     |       |  |  |  |  |

## Особисте життя
Був одружений з подругою дитинства на ім'я Хюля, від якої мав двох дітей — Дуйгу та Мерта. Хюля покінчила життя самогубством пістолетом чоловіка у січні 2017 року.